# Joeri Vermoesen
Joeri Vermoesen (1 maart 1993) is een Belgisch basketballer.

## Carrière
Vermoesen speelde in de jeugd van Okapi Aalst en maakte zijn debuut in de eerste klasse in het seizoen 2012/13. De volgende twee seizoenen zou hij een aantal wedstrijden voor de eerste ploeg spelen. Hij verliet Aalst in 2015 en speelde een seizoen bij tweedeklasser Sint-Niklase Condors. In 2016 maakte hij de overstap naar tweedeklasser Gent Hawks, hij speelde bij de club tot in 2022. In 2022 keerde hij terug naar de eerste klasse bij Okapi Aalst samen met zijn broer Joren.
Hij verliet de club opnieuw na een seizoen en tekende bij KBBC Oostkamp voor het seizoen 2023/24 waardoor de broers voor het eerst voor een andere ploeg speelde toen Joren bij Avanti Brugge tekende. Hij maakte een seizoen later zelf ook de overstap naar Avanti Brugge. Voor het seizoen 2025/26 maakte hij de overstap naar Kontich Wolves.

## Privéleven
Vermoesens tweelingbroer Joren is ook een basketballer. Hij is naast basketballer ook leerkracht net zoals zijn broer.